# جنت‌آباد (قزوین)
جنت‌آباد، روستایی است از توابع بخش مرکزی شهرستان قزوین در استان قزوین ایران است . این روستا بعد از تبعید  ایل نانکلی ایلی از کرد های کرمانشاه به سمت قزوین خان این ایل روستای جنت آباد رو برای سکونت و در راستای حفاظت از حمله شوروی سابق انتخاب و ساکن شدن یکی خان های معروف این روستا که زمان شاه با محمد رضا شاه پهلوی مراودات خاص داشت باقرخان نانکلی بوده است.

## جمعیت
این روستا در دهستان اقبال غربی قرار داشته و براساس سرشماری سال ۱۳۸۵جمعیت آن ۲۵۹ نفر (۷۲خانوار) بوده‌است.

## سقوط هواپیمای مسافربری
پرواز شماره ۷۹۰۸ هواپیمایی کاسپین که از تهران به ایروان در حرکت بود، در نزدیکی روستای جنت‌آباد قزوین سقوط کرده و تمام ۱۶۸ سرنشین آن کشته شده‌اند. این هواپیما از نوع هواپیماهای توپولوف-۱۵۴ ساخت روسیه و متعلق به هواپیمایی کاسپین بوده‌است.